# Leo Suonpää
Leo Evald Suonpää, född 15 juni 1911 i Uleåborg, död 12 mars 1996 i Tammerfors, var en finländsk politiker.
Suonpää genomgick yrkesskola 1926 och var ursprungligen verksam som metallarbetare. Han var sekreterare i Tammerfors distrikt av Finlands kommunistiska parti (FKP) 1945–1954, tillhörde Tammerfors stadsstyrelse 1946–1953 och stadsfullmäktige från 1948. Han tillhörde FKP:s centralkommitté 1948–1975 och politbyrån 1954–1974. Suonpää, som kom att tillhöra minoritetsfraktionen inom partiet, satt i Finlands riksdag 1954–1970, var ordförande i bankutskottet 1961–1962, i kommunikationsutskottet 1962–1966 och kommunikationsminister i Rafael Paasios så kallade folkfrontsregering 1966–1968. Han tilldelades kommunalråds titel 1979.